# Альфредо ди Стефано (стадион)
Стадион «Альфредо ди Стефано» (исп. Estadio Alfredo Di Stéfano) — футбольный стадион в Мадриде, домашняя арена клуба «Реал Мадрид Кастилья».
Стадион на 6 000 мест, возведённый в 2006 году, был назван в честь бывшего президента «Кастильи» и бывшего игрока команды, ставшего лучшим футболистом в истории клуба, Альфредо Ди Стефано. Во время открытия стадиона он сказал:
Добро пожаловать в мой новый дом, который является домом для всех мадридистов. Я хочу поздравить всех, кто участвовал в постройке стадиона. Также хочу поблагодарить тех, кто формирует новую историю Мадрида.
Стадион «Альфредо Ди Стефано» является тренировочной базой футбольного клуба «Реал Мадрид». Также на нём проводит свои домашние матчи «Реал Мадрид Кастилья». Стадион открылся матчем между «Реалом» и французской командой «Реймс» 9 мая 2006 года. Тогда «сливочные» выиграли со счётом 6:1, а голы забивали Кассано (2), Сольдадо (2), Серхио Рамос и Хурадо. До этого на новом стадионе прошла встреча ветеранов «Реала» и сборной Испании, которая закончилась победой «Бланкос» со счётом 1:0.
В сезоне Лиги чемпионов 2020/2021 на стадионе проводил домашние матчи «Реал Мадрид» ввиду реконструкции основного стадиона «Сантьяго Бернабеу».